# Lucien Merlin
Pour les articles homonymes, voir Merlin.
Lucien Léon Jules Marie Merlin, né le 20 juin 1890 au Mans (Sarthe) et mort le 24 octobre 1982 à Hyères, était un officier général  de l'armée de terre française, grand artisan du développement de l'arme des transmissions.

## Biographie
Né en juin 1890, engagé pour 3 ans au Bataillon de sapeurs télégraphistes de Nice (5e RG), le 8 octobre 1909, il entre comme aspirant à l'École d'administration de Vincennes en octobre 1912. En septembre 1913, il est officier d'administration des services du génie et est envoyé à Batna, en Algérie. Rapatrié à l'approche de la Première Guerre mondiale, il est muté au 8e régiment du génie le 18 août 1914 comme sous-lieutenant. Dans cette même unité, il sera promu d'abord lieutenant le 20 avril 1915, puis capitaine le 19 avril 1918, date à laquelle il est nommé chef du service télégraphique de la subdivision de Taza, au Maroc. En 1920, il est muté au 33e bataillon du génie à Oujda. Après un stage à l'École militaire de Versailles en 1921, il est affecté de nouveau au Maroc, au  41e bataillon du génie à Casablanca, en septembre 1922. En 1923, rentré en France, il sert au 8e RG et repart pour le 41e BG comme commandant du parc de transmissions le 19 août 1925. Lucien Merlin est promu chef de bataillon le 24 juin 1929. En janvier 1934 il sert au 45e bataillon du génie à Hussein Dey, au  19e régiment du génie en octobre 1935, au 41e BG en 1937, année au cours de laquelle il est promu lieutenant-colonel. Le 21 mai 1937, il commande le 41e bataillon du génie et simultanément, est directeur des transmissions au Maroc. Il prend le commandement des transmissions d'Afrique du Nord le 29 août 1939. En 1940, il est affecté comme commandant du 19e RG, puis, le 12 septembre 1940, comme commandant du  41e BG. Le 25 mars 1941, Lucien Merlin est promu colonel et reprend le commandement des transmissions à Alger le 16 décembre de la même année.
En juin 1942, l'arme des transmissions est créée, et pour combler le déficit en hommes instruits des unités de l'armée d'Afrique, le colonel Merlin prévoit de recruter des auxiliaires féminines. Toutefois, ce n'est qu'après le débarquement allié en Afrique du Nord le 8 novembre 1942 qu'il réussit a former Corps féminin des Transmissions (CFT), regroupant 2000 jeunes femmes, surnommées les « Merlinettes » par les soldats. Celles-ci participent aux campagnes de Tunisie, d'Italie et  de France. Certaines sont parachutées en zone occupée et plusieurs d'entre elles payent de leur vie la Libération de la France.
En novembre 1942, il est nommé commandant des transmissions auprès du général en chef commandant les Forces terrestres et aériennes en Afrique française. Général de brigade en décembre 1942, Lucien Merlin devient commandant des transmissions du Corps expéditionnaire français le 1er juillet 1943. En novembre 1943, le général Merlin est commandant des transmissions des Forces de terre, de mer et de l'air et directeur général du service des transmissions.
Le 22 avril 1944, le général Merlin se voit confier les responsabilités suivantes :
- commandant des transmissions des Forces de terre, air et mer ;
- directeur général des services de transmissions au Commissariat à la guerre ;
- commandant des transmissions des Forces terrestres en Afrique du Nord.

Le 4 mai 1945, il est nommé inspecteur des Transmissions et promu général de division quelques mois plus tard, le 25 décembre. Le 5 septembre 1947, il devient inspecteur technique du service et du matériel des transmissions et le 25 juin 1948 est chargé de mission pour les télécommunications en Afrique du Nord.
Atteint par la limite d'âge de son grade en juin 1949, Lucien Merlin quitte l'armée d'active.
Il meurt le 24 octobre 1982 à 92 ans.